# Tjelesna kazna
Tjelesno kažnjavanje ili fizičko kažnjavanje vrsta je kazni koja nanošenjem boli i upotrabom fizičkog nasilja teži kazniti osobe. Fizičke patnje su često u kombinaciji s duševom patnjom. To je jedna od najstarijih vrsta kažnjavanja.
Tjelesno kažnjavanje može se podijeliti u tri glavne vrste:
- Tjelesno kažnjavanje kod kuće - roditelja ili zakonskih skrbnika djece

- Tjelesno kažnjavanje u školi - kazna nastavnika prema učenicima kao sredstvo discipliniranja

- Sudska kazna za kaznena djela i zločine